# Mullingar
Mullingar (irsky An Muileann gCearr) je město v centrální části Irska, v hrabství Westmeath. Ve městě žije přibližně 21 tisíc obyvatel. Je nejlidnatějším městem hrabství a zároveň jeho správním střediskem. Navíc je nejlidnatějším městem regionu Midlands.
Nachází se v centrální části hrabství, na řece Brosna, mezi jezery Lough Owel a Lough Ennell, v nadmořské výšce 101 m n. m. Městem protéká kanál Royal Canal. Je významnou dopravní křižovatkou, leží na styku cesty I. třídy N4, cesty II. třídy N52 a regionálních cest R390, R392, R393, R394 a R400. Taky je železničním uzlem na hlavní trati Dublin–Sligo, od které sa odděluje trať do Athlone. Dublin leží 79 km na VJV, Portarlington 48 km na JJV, Tullamore 37 km na JJZ, Athlone 50 km na JJZ, Longford 43 km na SSZ, Kells 41 km na SV a Navan 51 km na VSV.
Mullingar je sídlem hrabství Westmeath už od roku 1542, kdy anglický král Jindřich VIII. Tudor oddělil Meath (Eastmeath) od Westmeath. Původní název města zněl Maelblatha. Společně s městy Athlone a Tullamore formuje tzv. Midlands Gateway, což je urbanistický plán představený irskou vládou.
Nejznámější dominantou města je katedrála Krista Krále. Nedaleko města se nachází tzv. Belvedere House and Gardens, rekreační objekt s rozsáhlou zahradou. Ve městě je loděnice a přístav výletních lodí na kanále Royal Canal, další loděnice je na břehu jezer Lough Owel SSZ od centra města a Lough Ennell JJZ od něj.
Každý týden v neděli se v městě koná farmářský jarmark. Z města pochází skupina The Blizzards, a taktéž známý zpěvák z britsko-irské skupiny One Direction, Niall Horan.

## Odkazy

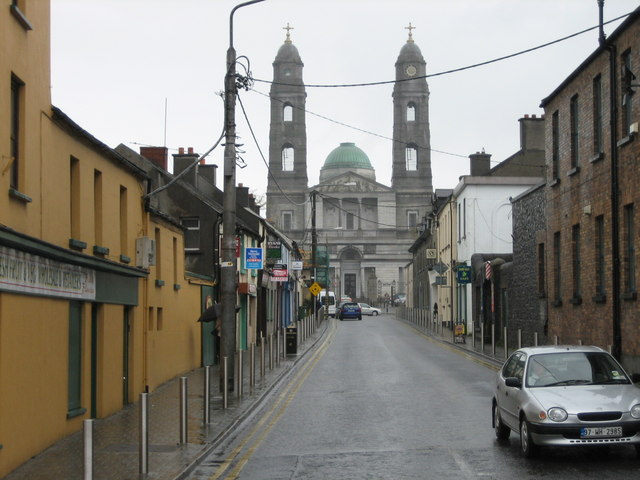
Katedrála Krista Krále v centru města